# Anomologa
Anomologa is een geslacht van vlinders van de familie tastermotten (Gelechiidae).

## Soorten
- A. demens Meyrick, 1926
- A. dispulsa Meyrick, 1926